# Лугова (Горноуральський міський округ)
Лугова́ (рос. Луговая) — присілок у складі Горноуральського міського округу Свердловської області.
Населення — 130 осіб (2010, 161 у 2002).
Національний склад станом на 2002 рік: росіяни — 96 %.